# Tatort: Der Mord danach
Der Mord danach ist die 170. Folge der Fernsehreihe Tatort. Die vom Südwestfunk (SWF) produzierte Folge wurde erstmals am 23. Juni 1985 im Ersten Programm der ARD ausgestrahlt. Für Kriminalhauptkommissarin Hanne Wiegand (Karin Anselm) ist es der fünfte Fall. Es geht um die Ermordung eines Rundfunkredakteurs und eine Vielzahl von Verdächtigen.

## Handlung
Die erfolgreiche Rundfunkmoderatorin Ariane Plessing verlässt nach ihrer spätabendlichen Talkshow kurz nach Mitternacht nervös das Studio, auf dem Gang nimmt sie von einem Mann einen Schlüssel entgegen und umarmt ihn, die beiden wirken vertraut miteinander. Am nächsten Morgen kommt Jutta Reismüller, die Frau des Rundfunkhauptabteilungsleiters Dr. Reismüller, von einer Reise zurück. Sie will sich gerade in ihrer Wohnung mit ihrem jungen Liebhaber Nick Stoltze vergnügen, als sie ihren Mann erschossen im Wohnzimmer vorfindet. Wiegand und ihr Assistent Rolfs werden zum Tatort gerufen, Jutta Reismüller erzählt Wiegand, dass die Tatwaffe ihr gehört, sie hat einen Waffenschein und die Waffe wegen ihres Antiquitätengeschäftes. Sie hat das Wochenende bei einer Freundin in München verbracht. Sie sagt weiterhin aus, dass sie und ihr Mann jeweils ihr eigenes Leben lebten, seit ihr Mann sich vor drei Jahren der jungen Moderatorin seines Senders Ariane Plessing zugewandt habe, auch berichtet sie von ihrem Verhältnis zu Nick Stoltze. Von Reismüllers Mitarbeitern im Sender erfahren Wiegand und Rolfs, dass Dr. Reismüller ein hochrangiger Mann im Sender war und entsprechend auch Neider hatte. Wiegand und Rolfs befragen Ariane Plessing, diese hat bereits vom Tod ihres Liebhabers erfahren. Zur Tatzeit hat sie nicht ihre Musiksendung moderiert, da Dr. Reismüller ihr die Moderation entzogen und ihrer jüngeren Kollegin Kate Bollmann übertragen hatte. Stattdessen habe sie sich zur Tatzeit mit ihrem Exmann Jörg getroffen.
Wiegand befragt Kate Bollmann, diese scheint nicht überrascht über die Ermordung Reismüllers, sie war verliebt in ihn und hat durch ihn die Moderation der Sendung bekommen. Wiegand und Rolfs befragen erneut Jutta Reismüller und Nick Stoltze, Reismüller gibt sich wenig erfreut über Wiegands Ermittlungen, Kate Bollmann will sie nicht kennen. Die Beamten suchen Ariane Plessing zu Hause auf, Wiegand fragt sie, warum sie im Rundfunkhaus war, obwohl sie ihre Musiksendung nicht mehr moderierte. Sie gibt zu, sich über ihre Absetzung geärgert zu haben, allerdings habe sie andere Sendungen. Sie ist seit drei Jahren von ihrem Mann geschieden, Reismüller sei nicht der Scheidungsgrund gewesen. Während des Gesprächs kommt ihr Exmann Jörg hinzu, er ist Schauspieler und war zur Tatzeit in seinem Theater, als seine Frau anrief und er sich spontan mit ihr traf. Er sagt allerdings aus, dass Reismüller ihm vor drei Jahren seine Frau ausgespannt hätte. Jutta Reismüller telefoniert mit einer unbekannten Person und sagt dieser, dass es besser sei, wenn sie sich erst einmal nicht mehr sehen würden. Später entdeckt sie, dass der Schlüssel ihres Mannes noch in dessen Manteltasche steckt, der Mörder ihres Mannes muss, da die Wohnungstür abgeschlossen war, noch einen weiteren Schlüssel gehabt haben. Reismüller informiert die Polizei über ihre Entdeckung. Sie verdächtigt ihren Liebhaber Nick, doch er versichert, nach ihr in die Wohnung gekommen zu sein und erinnert sie daran, dass sie im Gegensatz zu ihm ein Interesse an seinem Tod gehabt hätte, da der Ermordete Geld in ihr Geschäft investiert hatte.
Am nächsten Tag sagt Stoltze bei Wiegand aus, dass nicht nur er, sondern auch Dr. Reismüllers diverse Freundinnen einen Schlüssel zur Wohnung gehabt hätten, er hätte seinen Schlüssel von Jutta bekommen. Er sagt ebenfalls aus, dass am Abend der Entdeckung des Toten Jutta vor ihm in der Wohnung war. Rolfs hat unterdessen herausgefunden, dass das Alibi von Stoltze nicht bestätigt wurde und auch, dass Jutta ihre Antiquitäten nicht immer auf legalem Wege bezieht. Wiegand sucht Ariane auf und lässt sich ihren Schlüssel von der Wohnung geben, Ariane versichert, am Tatabend nicht in der Wohnung von Dr. Reismüller gewesen zu sein. Eine Auswertung des Anrufbeantworters von Dr. Reismüllers Bekanntem Dr. Wolfert ergibt unterdessen, dass Reismüller mindestens eine Stunde später ermordet wurde als bislang vermutet. Stoltze teilt unterdessen Jutta mit, dass er ihr bei ihren illegalen Geschäften künftig nicht mehr helfen werde. Anschließend sucht er Wiegand privat auf und versichert ihr, den Mörder zu finden. Kurz darauf verfolgt Stoltze Ariane Plessing in der Nacht, diese kann ihn allerdings abschütteln. Ihr Exmann Jörg sucht derweil Wiegand ebenfalls privat auf, bevor er sein Anliegen vortragen kann, ruft Ariane bei Wiegand an und erzählt ihr, dass sie verfolgt wird, Wiegand eilt zu ihr. Als Wiegand bei ihr eintrifft, ist Stoltze verschwunden, Ariane erzählt ihr, dass Jörg mit der Trennung der beiden nicht zurechtkommt und deshalb ein Motiv hat, sie nunmehr zu beschuldigen. Am Tatabend wollte sie Reismüller wegen ihrer Absetzung zur Rede stellen, ihren Mann habe sie zuvor nicht erreichen können. Als sie bei Reismüller eintraf, war dieser bereits tot, überall sei Blut gewesen. Erst danach hatte sie ihren Mann getroffen, sie erzählte ihm von der Entdeckung der Leiche, aber er habe sie verdächtigt. Da nicht viel Blut am Tatort war, erkennt Wiegand, dass Ariane lügt, diese gesteht schließlich, dass sie im Affekt auf Reismüller geschossen hat, er habe scherzhaft mit einer Waffe herumgefuchtelt und ihr gesagt, er könne sie ja erschießen. Als er anschließend seine Koffer packte und sie ignorierte, schoss sie tatsächlich im Affekt auf ihn, dann rannte sie davon und traf ihren Exmann.
Wiegand spielt Ariane das Band vom Anrufbeantworter vor, welches beweist, dass sie Reismüller durch ihre Schüsse nicht getroffen hatte, ihr Exmann, der nach ihr zur Wohnung fuhr, um die Spuren zu beseitigen, muss Reismüller getötet haben. Wiegand sucht Jörg Plessing im Theater auf und eröffnet ihm, dass Ariane gestanden habe, doch Jörg verteidigt sie und erklärt, dass er alles für sie tun würde. Als Wiegand ihn auffordert, seinen Besuch in Reismüllers Wohnung zu rekonstruieren, konfrontiert sie ihn damit, dass der unverletzte Reismüller ihn überrascht und zur Rede gestellt hatte, Plessing gesteht daraufhin die Tötung Reismüllers, sagt aber aus, gegenüber dem ungehaltenen Hausherrn in Notwehr gehandelt zu haben. Nach seiner Premiere hätte er zur Polizei gehen und Ariane vom Mordvorwurf entlasten wollen, Wiegand nimmt Jörg Plessing fest.

## Einschaltquote und Hintergrund
Bei der Erstausstrahlung konnte diese Folge 19,19 Mio. Zuschauer binden, was einem Marktanteil von 53 % entsprach. Die Folge wurde in Baden-Baden und Karlsruhe zwischen dem 8. Mai und dem 18. Juni 1984 gedreht.

## Kritik
Die Kritiker der Fernsehzeitschrift TV Spielfilm beurteilen diesen Tatort positiv und kommentieren: „Auf richtiger Welle: Mörderhatz mit Hirn“.